# きずなさん
『きずなさん』は、2010年5月5日から同年12月28日までテレビ山梨で放送されたミニ番組である。山梨県内で環境活動に取り組んでいる人々や団体、企業などを「きずなさん」と呼び、その活動を紹介する番組として放送された。

## 放送日時
いずれも日本標準時。
- 水曜 18:55 - 19:00 （2010年5月5日 - 同年12月15日）
- 火曜 18:55 - 19:00 （2010年12月21日 - 同年12月28日）

## きずな3兄弟を演じたテレビ山梨アナウンサー
- 黒澤知弘（長男）
- 根岸佑輔（次男、現在はテレビ神奈川アナウンサー）
- 平松千花（末っ子で長女）